# FC Déolois
Câu lạc bộ bóng đá Déolois là một câu lạc bộ bóng đá Pháp được thành lập vào năm 1968. Đội có trụ sở tại thị trấn Déols và sân vận động của họ là Stade Municipal Jean Bizet.